# Durban (Gers)
Durban (gaskognisch gleicher Name) ist eine französische Gemeinde mit 136 Einwohnern (Stand 1. Januar 2022) im Département Gers in der Region Okzitanien; sie gehört zum Arrondissement Mirande. Die Bewohner nennen sich Durbannais/Durbannaises.

## Geografie
Durban liegt rund zwölf Kilometer südlich der Stadt Auch im Süden des Départements Gers. Der Fluss Cédon durchquert die Gemeinde von Süd nach Nord. Die Gemeinde besteht aus dem Dorf Durban, mehreren Häusergruppen sowie Einzelgehöften.

## Geschichte
Wie Funde belegen, war der Ort schon in gallo-römischer Zeit bewohnt. Im 13. und 14. Jahrhundert war Durban eine bedeutende Siedlung (Castelnau). Sie hatte ein Schloss, eine Befestigung und seit 1303 Marktrecht. Der Ort beherbergte bis zu 12 Kirchen und gehörte zu den fünf wichtigsten Plätzen der Grafschaft Astarac, die ein Teil der Provinz Gascogne war. Die Gemeinde gehörte von 1793 bis 1801 zum District Auch, zudem war Durban von 1793 bis 1801 ein Teil des Kantons Seissan. Ab 1801 gehörte Durban zum Kanton Auch-Sud und von 1973 bis 2015 zum Wahlkreis (Kanton) Auch-Sud-Est-Seissan. Das Gemeindegebiet ist seit 1801 dem Arrondissement Auch zugeteilt.

## Bevölkerungsentwicklung
| Jahr                       | 1962 | 1968 | 1975 | 1982 | 1990 | 1999 | 2006 | 2014 | 2020 |
| Einwohner                  | 187  | 174  | 156  | 167  | 173  | 162  | 175  | 157  | 137  |
| Quellen: Cassini und INSEE |      |      |      |      |      |      |      |      |      |

## Sehenswürdigkeiten
- Schlossruine des Château de Durban aus dem 12. Jahrhundert
- Kirche Sainte-Gemme aus dem 19. Jahrhundert
- Denkmal für die Gefallenen[1]
- zahlreiche Wegkreuze
- Quelle von Sainte-Gemme; früher ein Heilbad gegen Rheumatismus

Quelle:

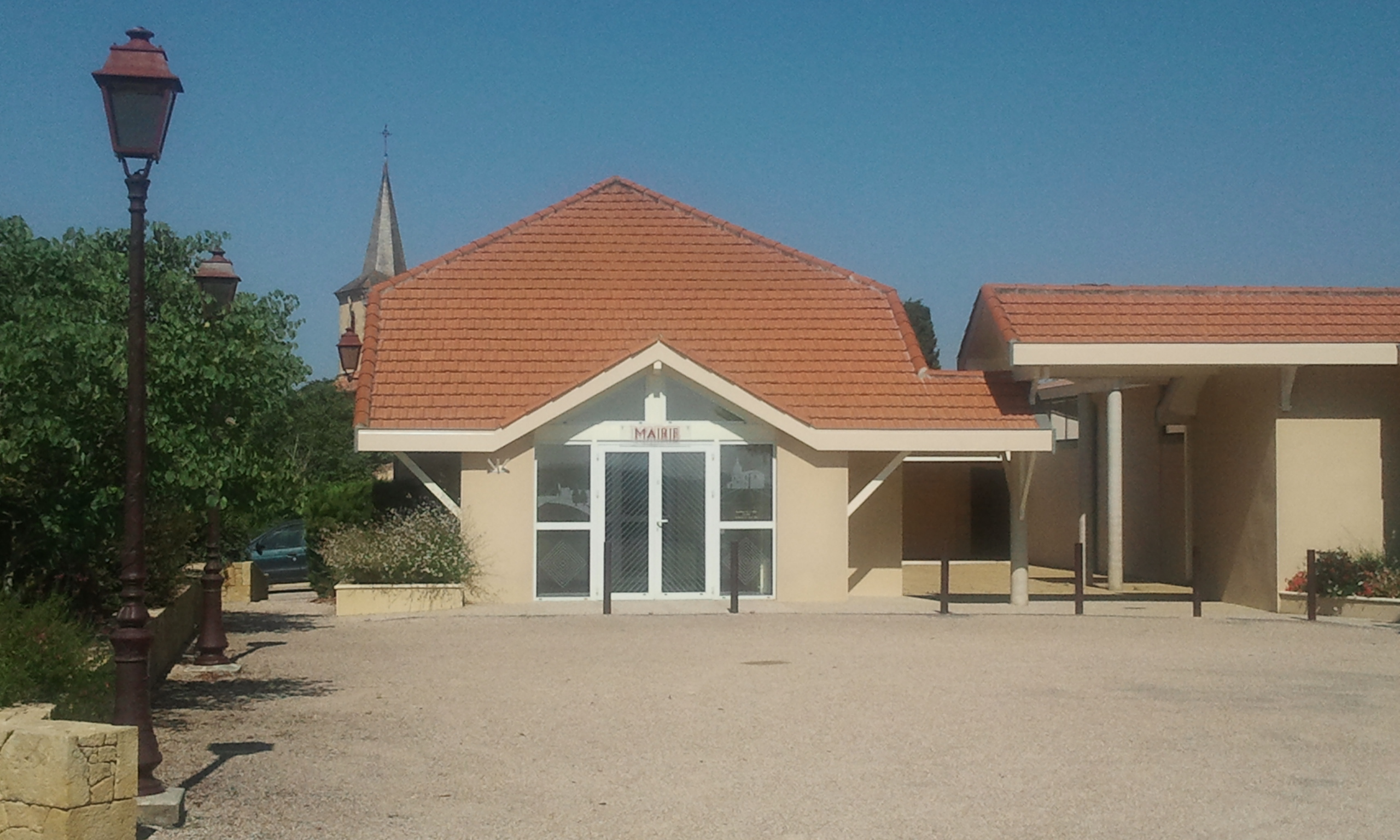
Rathaus (Mairie) von Durban
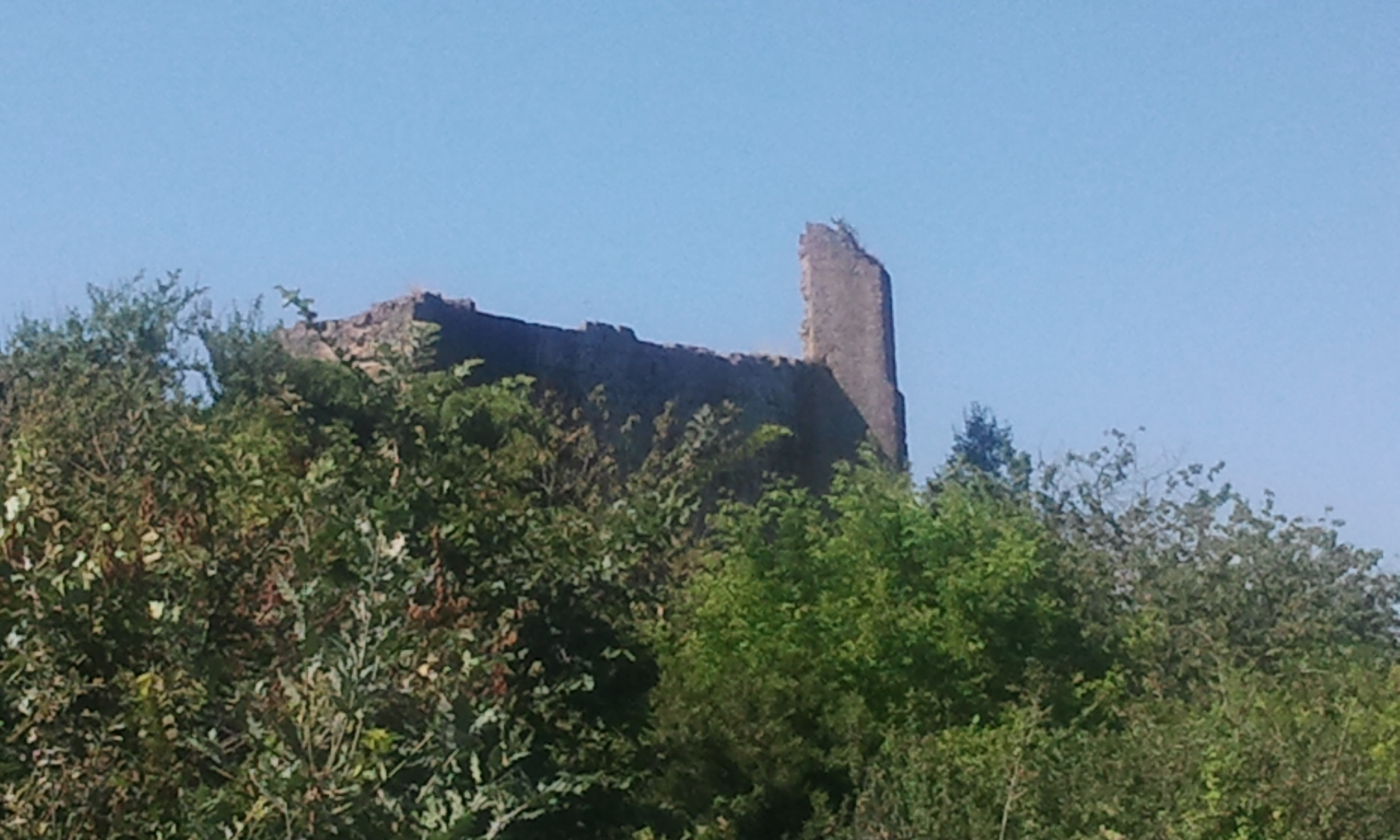
Überreste von Schloss Durban
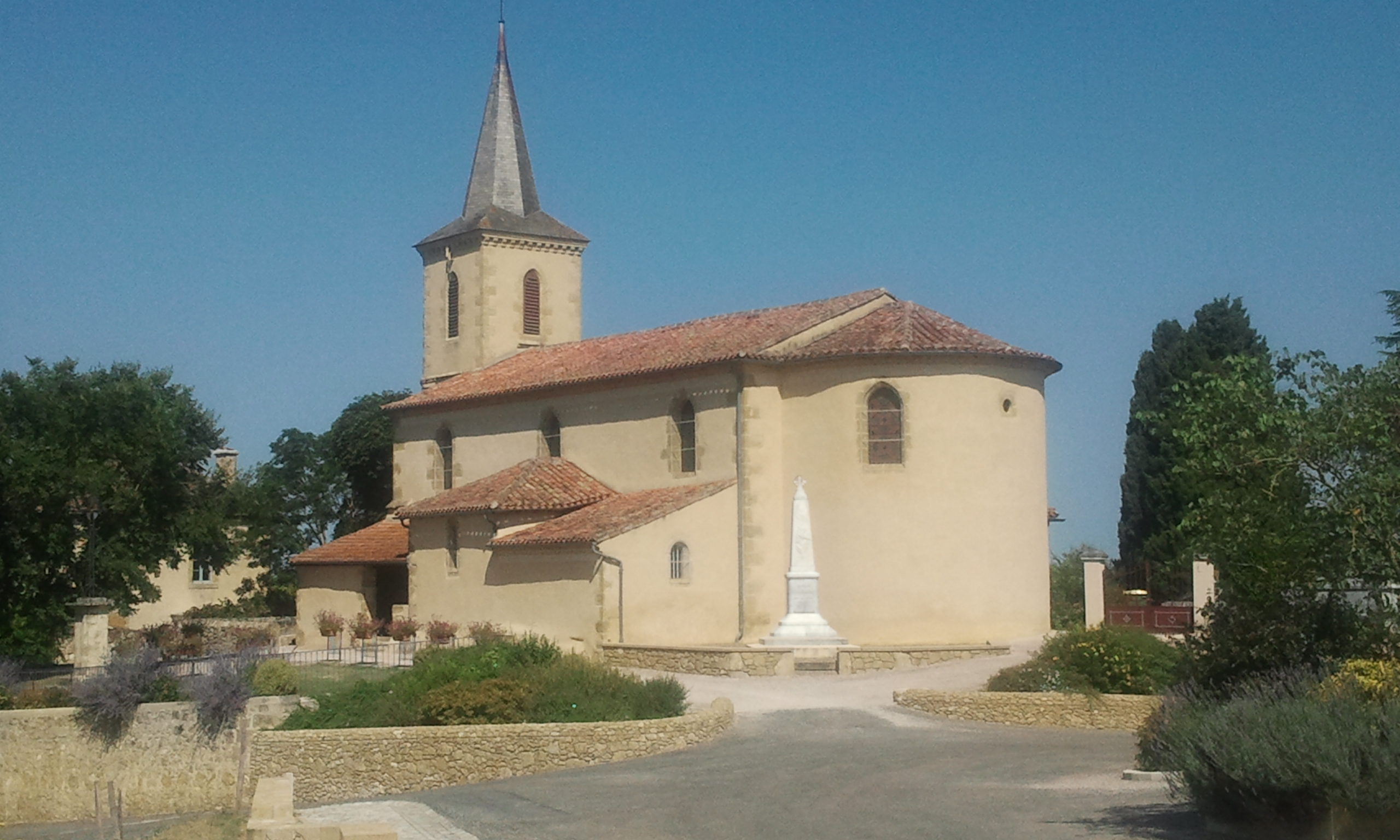
Kirche Sainte-Gemme
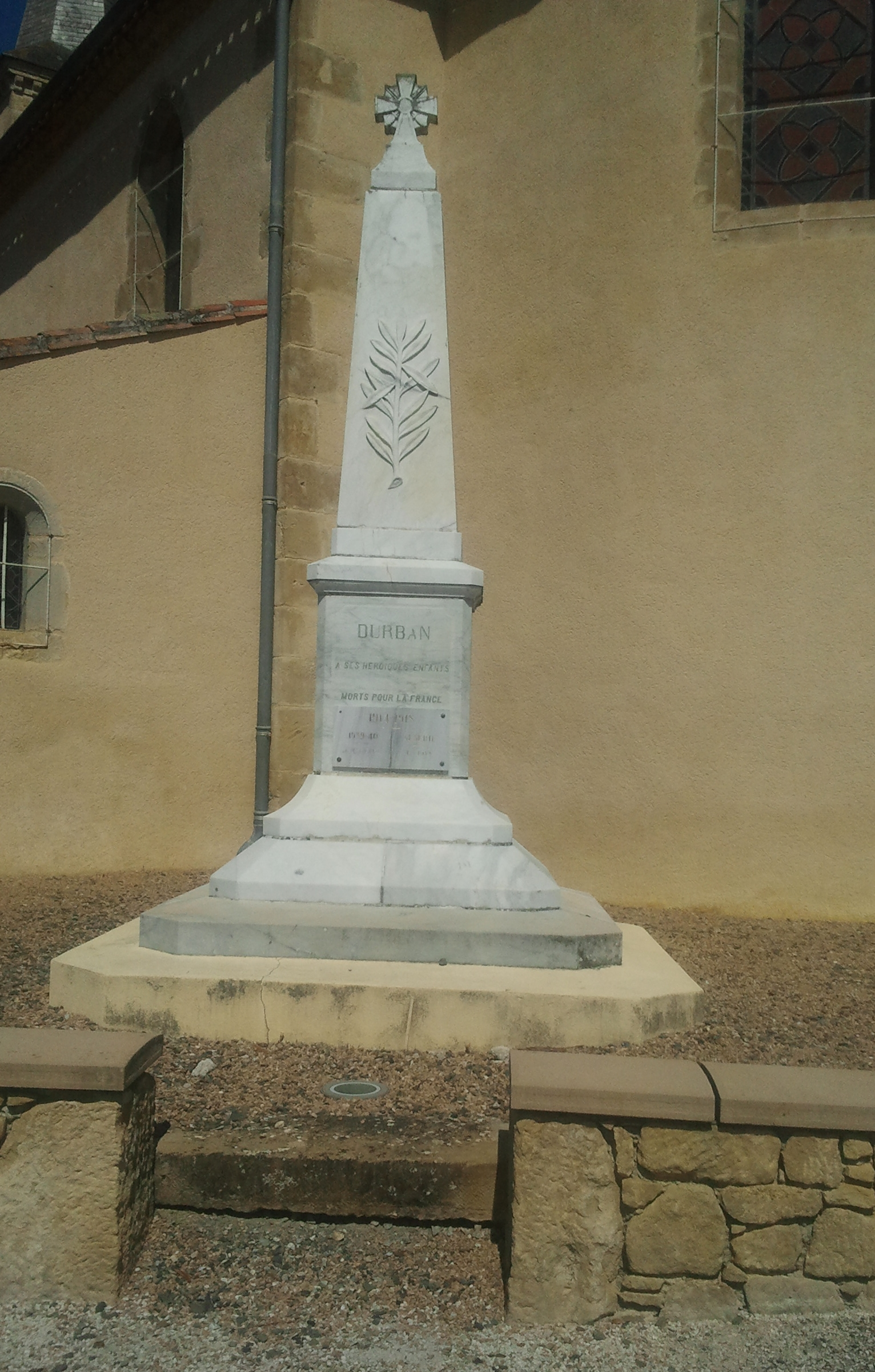
Denkmal für die Gefallenen